# Władysław Dębski
Władysław Dębski (ur. 21 stycznia 1863 w Winnikach, zm. 10 listopada 1920 w Warszawie) – polski polityk, działacz ZLN.

## Życiorys
Urodził się jako syn Albina i Emilii z domu Manga. Ukończył C. K. Gimnazjum w Złoczowie, studia prawnicze na Wydziale Prawa Uniwersytetu Lwowskiego (1881-1887), egzamin końcowy na Uuniwersytecie Jagiellońskim w Krakowie. W latach 1889–1896 odbywał praktykę sądową w Złoczowie, w 1896 mianowany adiunktem sądowym w Obertynie, w latach 1897–1905 pracował w Złoczowie, m.in. jako sekretarz prokuratorii państwowej. W latach 1905–1913 radca Sądu Krajowego w Samborze, potem radca Wyższego Sądu Krajowego w Złoczowie.
Od 1905 związany z ruchem narodowo-demokratycznym, członek ZG Stronnictwa Demokratyczno-Narodowego. Od lutego 1907 zastępca, a od listopada tego roku (zastępując Kazimierza Obertyńskiego) do 1918 poseł do austriackiej Rady Państwa w Wiedniu (członek Koła Polskiego). Jeden z założycieli i prezes „Sokoła”, członek TSL i ZG Towarzystwa Kółek Rolniczych, radny miejski w Złoczowie.
W 1918 współtwórca Tymczasowego Komitetu Rządzącego we Lwowie. Poseł na Sejm Ustawodawczy (1919–1922). W 1919 powołany dekretem Naczelnika Państwa z dnia 28 listopada 1918 jako poseł z Galicji Wschodniej.
Zmarł nagle 10 listopada 1920 w Warszawie po powrocie z posiedzenia Sejmu. Pochowany został na cmentarzu w Złoczowie.